# Casa Martí Ribé
La Casa Martí Ribé és un edifici de Tarragona protegida com a Bé Cultural d'Interès Local.

## Descripció
Edifici d'habitatges amb tres importants façanes, una dona a la Rambla Nova, l'altra al carrer Roger de Llúria i l'altra al pati interior, exemples interessants de l'arquitectura historicista de finals del segle xix. Construït sota la direcció de l'arquitecte Magí Tomàs Secall al 1871 pel propietari Martí Ribé. Ocupa una parcel·la molt regular que permet obrir tres obertures a la Rambla i fins a cinc al carrer Roger de Llúria. La façana posterior està ordenada amb galeries. L'edifici és de planta baixa i tres pisos.
Amb l'ornamentació de la façana i la mida que es dona als balcons i altres obertures, es busca establir una ordenació jeràrquica a l'edifici. Destaquen els trencaaigües de caràcter historicista. El principal està format per una balconada seguida. La façana del carrer de Roger de Llúria hi ha un interès per ordenar la façana verticalment, per això a la part central s'ha disposat una finestra/balcó i a banda i banda una finestra i un balcó. L'acabament de l'edifici ve també donat per un coronament amb balustres de terra cuita, actualment tapiat. Cal destacar l'ús de respiralls a la zona superior. Pel tipus de material i la decoració es busca establir la importància de cadascun dels carrers.
Horitzontalment, la línia d'imposta col·locada a l'altura dels forjats dels pisos defineix les parts de l'habitatge. La utilització de la pedra (llisos) la trobem als baixos, a les cantonades, i al marc i llosanes dels pisos. A l'altura del coronament trobem una sèrie de respiralls de forma ovalada. Destaca l'acurat treball del ferro colat de les balconades. L'arrebossat de la façana era imitació de carreus escairats.
Tot l'interès de la construcció rau en la decoració de la façana de caràcter historicista, en la disposició simètrica de l'alçat, en l'acurat treball de serralleria, amb la bona qualitat de la pedra i en la disposició harmònica amb la resta d'alçats de la Rambla Nova.